# Грацький університет
Грацький університет імені Карла і Франца (нім. Karl-Franzens-Universität Graz) — другий за величиною університет в Австрії, розташований у місті Грац.

## Історія
Грацький університет був заснований 1585 року ерцгерцогом Карлом II. Більшу частину свого існування контролювався католицькою церквою й був зачинений 1782 року імператором Йосифом II, який намагався отримати контроль над освітніми закладами. Йосиф II перетворив його на ліцей для підготовки прислуги й медичного персоналу. У 1827 році Франц II відновив статус університету, що відбилось у його повній назві.
Людвіг Больцман двічі був професором у Грацькому університеті (1869—1873, 1876—1890), розроблюючи свою статистичну теорію. Нобелівський лауреат Отто Леві викладав в університеті з 1909 по 1938 роки. Нобелівський лауреат 1936 року Віктор Франц Гесс закінчив Грацький університет й викладав у ньому (1920—1931, 1937—1938). Нетривалий час у 1936 році ректором університету був Ервін Шредінгер.
Спільно з Технічним університетом Граца університет бере участь у коопераційному проєкті NAWI Грац, в рамках якого значна частина факультету природознавства та відповідні споріднені підрозділи Технічного університету проводять спільні дослідження та навчання.
У зимовий семестр 2006—2007 стартували спільні програми навчання в галузі хімії, молекулярної біології й ґрунтознавства. Розробляються спільні навчальні програми з математики й фізики.
Університет входить до асоціації університетів Європи Утрехтська мережа.

## Відомі професори
- Людвіг Больцман — професор математичної фізики (1869—1873), фізики (1876—1890)
- Вальтер Нернст, лауреат Нобелівської премії з хімії 1920 року — (1886)
- Фріц Прегль, лауреат Нобелівської премії з хімії 1923 року — (1913—1930)
- Юліус Вагнер-Яурегг, лауреат Нобелівської премії з фізіології та медицини 1927 року — (1889—1893)
- Ервін Шредінгер, лауреат Нобелівської премії з фізики 1933 року — професор теоретичної фізики (1936—1938)
- Отто Леві, лауреат Нобелівської премії з фізіології та медицини 1936 року — (1909—1938)
- Віктор Франц Гесс, лауреат Нобелівської премії з фізики 1936 року — професор фізики (1920—1931, 1937—1938)
- Карл Фріш, лауреат Нобелівської премії з фізіології та медицини 1973 року — (1946—1950)
- Рудольф Мерингер — австрійський лінгвіст, фахівець у галузі етимології, предтеча психолінгвістики, фольклорист.

## Факультети
- Факультет католицької теології
- Факультет мистецтв та гуманітарних наук
- Факультет правознавства
- Факультет природознавства
- Факультет суспільних та економічних наук
- Факультет екології, регіонознавства й освіти

## Інститут славістики
При університеті діє інститут славістики, що займається зокрема і студіями з української тематики. Бібліотека інституту славістики є однією з найстаріших і найбагатших славістичних бібліотек Австрії. Вона була заснована в 1871 році й нараховує у фондах понад 30 000 томів.

## Університетська бібліотека
Грацький університет має одну з найбільших наукових бібліотек Австрії з фондами, що становлять понад 4 млн одиниць зберігання. У бібліотеці зберігаються чимало рідкісних видань та рукописів.